# ¿Dónde Jugarán Las Niñas?
¿Dónde Jugarán Las Niñas? è il primo album dei Molotov, Prodotto dalla PolyGram Latino e pubblicato nell'agosto 1997.

## Tracce
1. Que no te haga bobo Jacobo (Don't Let Jacobo Fool You) – 3:23
2. Molotov Cocktail Party – 3:34
3. Voto latino (Latino Vote) – 2:58
4. Chinga tu madre (Fuck Your Mother) – 3:18
5. Gimme Tha Power – 4:10
6. Mátate Teté (Kill Yourself Teté) – 4:31
7. Más vale cholo (Better Cholo) – 4:45
8. Use It or Lose It – 4:22
9. Puto (Fag) – 2:07
10. ¿Por qué no te haces para allá?... al más allá (Why Don't You Go Beyond?... To The Great Beyond) – 4:47
11. Cerdo (Pig) – 2:48
12. Quítate que ma'sturbas (Perra arrabalera)(Stay Away Because You Masturbate[Suburban Bitch) – 3:55